# 행복한 아침 (KBS)
행복한 아침은 대한민국의 방송국인 한국방송공사의 라디오 채널 KBS 해피FM(전국, 수도권 기준 106.1MHz AM 603KHz)에서 매일 오전 9시 5분부터 11시까지 방송되었으며, 2013년 봄 개편으로 인해 2013년 4월 7일 방송을 마지막으로 8년 만에 종영되었다. 이 프로그램의 후속으로 매일 그대와로 대체되었다.

## 진행자
- 정한용, 왕영은 (2005년 10월 24일 ~ 2008년 4월 13일) / (2011년 11월 7일 ~ 2013년 4월 7일)
- 왕영은, 이상우 (2008년 4월 14일 ~ 2011년 11월 6일)

## 요일별 코너
월요일
- 그때는 뜨거웠네 (김학래, 정재윤)

화요일
- 파랑새는 있다 (고소영, 설운도)

수요일
- 오늘은 뭐 해먹지 (장동혁, 이지연)

목요일
- 부모님전상서(오윤아, 배일호)

금요일
- 아침극장 아름다운 당신 (정한용, 왕영은, 원호섭)

토요일
- 임진모의 그 때 그 노래 (임진모)

일요일
- 행복 우체통-사연과 신청곡, 일요일엔 빨간 장미를

매일
- 행복한 아침 편지함, 삶의 길목에서, 문자참여

## 특징
- 지금까지 역대 DJ들은 모두 다 2명이서 진행했다.

## 같이 보기
- KBS
- KBS 해피FM

| KBS 2라디오(Happy FM)                                                                     |                                                                   |                          |
| 이전                                                                                      | 행복한 아침 정한용, 왕영은입니다 행복한 아침 왕영은, 이상우입니다 | 다음                     |
| 박경철의 경제포커스 (월~토) 김광진의 경제포커스 (월~토) 라디오 독서실 (일)                | 행복한 아침 정한용, 왕영은입니다 행복한 아침 왕영은, 이상우입니다 | 태진아 쇼쇼쇼            |
| 아침 7시 10분 ~ 아침 9시 (경제포커스, 월~토) 오전 8시 05분 ~ 오전 9시 (라디오 독서실, 일) | 아침 9시 05분 ~ 11시                                              | 오전 11시 05분 ~ 낮 12시 |
|                                                                                           |                                                                   | 일부 지역 자체 방송      |